# Organisation internationale des institutions supérieures de contrôle des finances publiques
L'Organisation internationale des institutions supérieures de contrôle des finances publiques (en anglais : International Organisation of Supreme Audit Institutions), abrégé INTOSAI, est une entité mondiale d'affiliation des cours d'audit gouvernementales. Ses membres sont les directeurs des institutions de contrôle de toutes les nations.
L'INTOSAI a été fondée en 1953 à La Havane, Cuba.  34 Cours d'Audit ont formé le groupe originel, et en 2005 l'institution compte plus de 170 membres.
Les membres de l'INTOSAI sont les auditeurs externes principaux des Nations unies.

Liste des institutions chargées du contrôle des comptes publics : Contrôle des comptes publics.
L'INTOSAI tient une conférence triennale intitulée International Congress of Supreme Audit Institutions (INCOSAI).  Il publie le trimestriel International Journal of Government Auditing. Des exemples de ses principaux articles sont :
- [PDF] Guidelines for Internal Control Standards for the Public Sector, (1992)
- Guidelines on Best Practice for the Audit of Privatizations, (1998)
- [PDF] « Guidance for Planning an Audit of Internal Controls for Public Debt »(Archive.org • Wikiwix • Archive.is • Google • Que faire ?), (2002)

## Groupes de travail régionaux
- AFROSAI. -      African Organization of Supreme Audit Institutions
- ARABOSAI. -      Arab Organization of Supreme Audit Institutions
- ASOSAI. -      Asian Organization of Supreme Audit Institutions
- CAROSAI. -      Caribbean Organization of Supreme Audit Institutions
- EUROSAI. -      European Organization of Supreme Audit Institutions[4].
- OLACES. -      Organization of Latin American and Caribbean Supreme Audit Institutions
- PASAI. -      Pacific Association of Supreme Audit Institutions

## Liste des conférences  INCOSAI
| INCOSAI | Ville                        | Date                     | Hôte                                                         | Information                    |
| ------- | ---------------------------- | ------------------------ | ------------------------------------------------------------ | ------------------------------ |
| I       | La Havane, Cuba              | novembre 1953            | Ministère de l'Audit et du Contrôle de la République de Cuba |                                |
| II      | Bruxelles, Belgique          | septembre 1956           | Cour des comptes                                             |                                |
| III     | Rio de Janeiro, Brésil       | Mai 1959                 | Tribunal de Contas da União                                  |                                |
| IV      | Vienne (Autriche)            | mai 1962                 | Cour des comptes de la république d'Autriche                 |                                |
| V       | Jérusalem, Israël            | juin 1965                | State Comptroller's Office of Israel                         |                                |
| VI      | Tokyo, Japon                 | mai 1968                 | Board of Audit of Japan                                      |                                |
| VII     | Montréal                     | Septembre 1971           | Office of the Auditor General of Canada                      |                                |
| VIII    | Madrid, Espagne              | Mai 1974                 | Tribunal des comptes                                         |                                |
| IX      | Lima, Pérou                  | octobre 1977             | Contraloría General de la República del Perú                 |                                |
| X       | Nairobi, Kenya               | juin 1980                | Office of the Comptroller and Auditor General of Kenya       |                                |
| XI      | Manille, Philippines         | avril 1983               | Philippine Commission on Audit                               |                                |
| XII     | Sydney, Australie            | avril 1986               | Australian National Audit Office (en)                        |                                |
| XIII    | Berlin, Allemagne            | juin 1989                | Cour fédérale des comptes                                    |                                |
| XIV     | Washington, États-Unis       | octobre 1992             | Government Accountability Office                             |                                |
| XV      | Le Caire, Égypte             | Septembre - octobre 1995 | Central Auditing Organization of Egypt                       |                                |
| XVI     | Montevideo, Uruguay          | novembre 1998            | Contraloría General de la República del Uruguay              |                                |
| XVII    | Séoul, Corée du Sud          | octobre 2001             | Board of Audit and Inspection of Korea                       |                                |
| XVIII   | Budapest, Hongrie            | octobre 2004             | Cour des Comptes de Hongrie                                  |                                |
| XIX     | Mexico, Mexique              | novembre 2007            | Contraloría General de la República de Mexico                | http://www.incosai2007.org.mx/ |
| XX      | Johannesburg, Afrique du sud | novembre 2010            | Auditor-General of South Africa                              | http://www.incosai2010.org/    |